# The Walking Dead: The Ones Who Live
The Walking Dead: Daryl Dixon
The Walking Dead: The Ones Who Live est une mini-série télévisée américaine basée sur l'univers télévisé de The Walking Dead dont l'histoire se concentre sur les personnages de Rick Grimes et Michonne, et diffusée depuis le 25 février 2024 sur AMC et AMC+.
C'est la sixième série dérivée de l'univers de The Walking Dead, après Fear the Walking Dead, The Walking Dead: World Beyond, Tales of the Walking Dead, The Walking Dead: Dead City et The Walking Dead: Daryl Dixon, et la septième de la franchise.

## Synopsis
L'histoire de Rick Grimes et Michonne est transformée par un monde changé, séparés par la distance. Ils doivent se battre pour retrouver leur chemin l'un vers l'autre, non seulement pour raviver leur lien indissoluble, mais aussi pour devenir des héros dans un monde brisé.

## Fiche technique
- Titre original : The Walking Dead: The Ones Who Live
- Création : Scott M. Gimple
- Réalisation : Greg Nicotero
- Scénario : Scott M. Gimple, Gary Spinelli
- Direction artistique :
- Décors : Jennifer Alex Nickason
- Costume : Eulyn Colette Hufkie
- Photographie : Adrian Peng Correia
- Musique :
- Montage :
- Effets spéciaux : Andrew Herrera, Robert McKinnon Jr.
- Casting :
- Production : Scott M. Gimple, Danai Gurira, Andrew Lincoln, Greg Nicotero et Brian Bockrath
- Société de production : AMC Studios
- Société de distribution : AMC
- Pays d'origine : États-Unis
- Langue originale : anglais
- Format : couleur - 35 mm - 1,78:1 - son Dolby Digital
- Genre : horreur, série dramatique

## Distribution

### Principaux
- Danai Gurira (VF : Laura Zichy) : Michonne
- Andrew Lincoln (VF : Tanguy Goasdoué) : Rick Grimes
- Pollyanna McIntosh (VF : Emilie Duchênoy) : Anne / Jadis Stokes
- Terry O'Quinn (VF : Patrick Noérie) : le major général Beale
- Lesley-Ann Brandt (VF : Daniela Labbé Cabrera) : Pearl Thorne

### Invités
- Craig Tate (VF : Daniel Njo Lobé) : le lieutenant-colonel Donald Okafor
- Frankie Quiñones (en) (VF : Thierry Wermuth) : Esteban Garcia
- Matthew August Jeffries (VF : Olivier Chauvel) : Nat
- Breeda Wool (VF : Julia Boutteville) : Aiden
- Andrew Bachelor (VF : Frank Blade AliMBaye) : Bailey
- Erin Anderson : Elle
- Julian Cihi (en) : Benjiro
- Tessa Slovis (VF : Laëtitia Lefebvre) : Cleo Clifton
- Will Brill (en) (VF : Nicolas Levannier) : Dalton
- Ben Dickey (en) (VF : Gilles Sallé) : Red
- Han Van Sciver : Tina

### Invités du The Walking Dead Universe
- Seth Gilliam (VF : Serge Faliu) : le père Gabriel Stokes
- Cailey Fleming (VF : Claire Baradat) : Judith Grimes
- Antony Azor (VF : Karl-Line Heller) : R. J. Grimes

## Production

### Développement
En novembre 2018, après le départ de Andrew Lincoln de The Walking Dead, AMC, Scott Gimple et Robert Kirkman annoncent qu'il reprendra son rôle dans une trilogie destinée au cinéma.
En février 2019, Danai Gurira annonce qu'elle quittera son rôle de Michonne durant la dixième saison. En mars 2020, les producteurs Scott Gimple et Angela Kang taquinent que Danai Gurira reprendra son rôle dans la trilogie Rick Grimes.
En juillet 2022, pendant la San Diego Comic-Con, Scott Gimple annonce une série Rick & Michonne avec Andrew Lincoln et Danai Gurira dans leurs rôles respectifs. Les deux acteurs seront producteurs exécutifs de la série et Gurira sera créditée comme co-créatrice et scénariste de la série.
Lors de la San Diego Comic-Con 2023, AMC annonce le titre de la série The Walking Dead: The Ones Who Live et diffuse un premier teaser.

### Casting
En mars 2023, l'actrice Lesley-Ann Brandt est annoncée pour incarner Pearl Thorne.
En octobre 2023, pendant la Comic-Con de New York, Pollyanna McIntosh est confirmée pour reprendre son rôle de Jadis. Terry O'Quinn incarnera le major-général Beale et Matt Jeffries incarnera Nat.

### Tournage
Le tournage a débuté le 15 février 2023 et s'est terminé le 31 mai de la même année.

## Épisodes

### Épisode 1:Des années
- États-Unis : 25 février 2024 sur AMC
- France : 29 mars 2024 sur Paramount+
- Belgique : 26 avril 2024 sur Betv

- États-Unis : 896 000 téléspectateurs (première diffusion)

### Épisode 2:Disparu
- États-Unis : 3 mars 2024 sur AMC
- France : 29 mars 2024 sur Paramount+
- Belgique : 26 avril 2024 sur Betv

- États-Unis : 880 000 téléspectateurs (première diffusion)

### Épisode 3:Au revoir
- États-Unis : 10 mars 2024 sur AMC
- France : 5 avril 2024 sur Paramount+

- États-Unis : 905 000 téléspectateurs (première diffusion)

### Épisode 4:Ce qu'on...
- États-Unis : 17 mars 2024 sur AMC
- France : 12 avril 2024 sur Paramount+

- États-Unis : 876 000 téléspectateurs (première diffusion)

### Épisode 5:Devient
- États-Unis : 24 mars 2024 sur AMC
- France : 19 avril 2024 sur Paramount+

- États-Unis : 815 000 téléspectateurs (première diffusion)

### Épisode 6:La dernière fois
- États-Unis : 31 mars 2024 sur AMC
- France : 26 avril 2024 sur Paramount+

- États-Unis : 852 000 téléspectateurs (première diffusion)